# Idioma taungurung

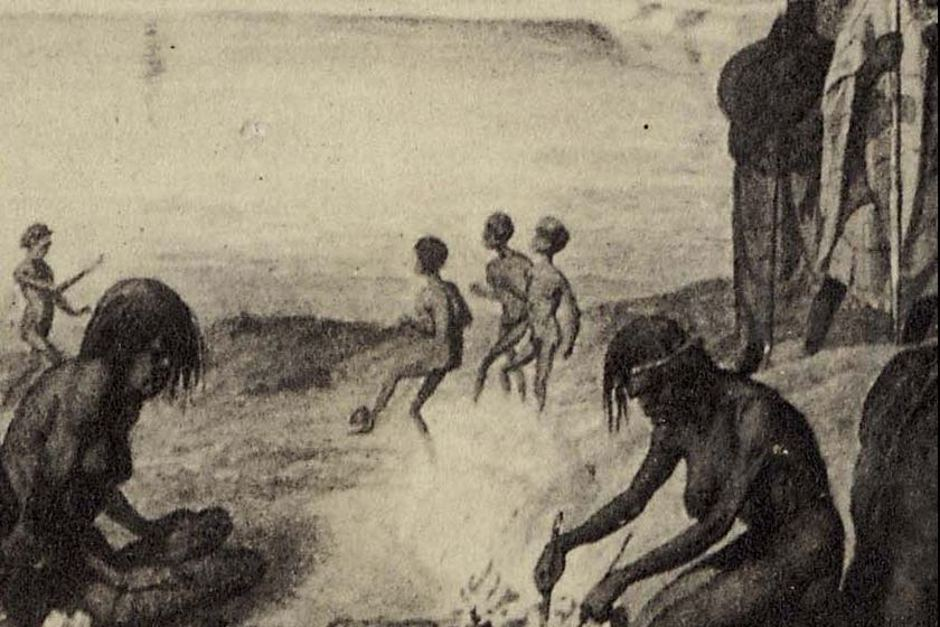
Fútbol Marn grook, jugado por hablantes de woiwurrung del clan Wurundjeri, c. 1857.

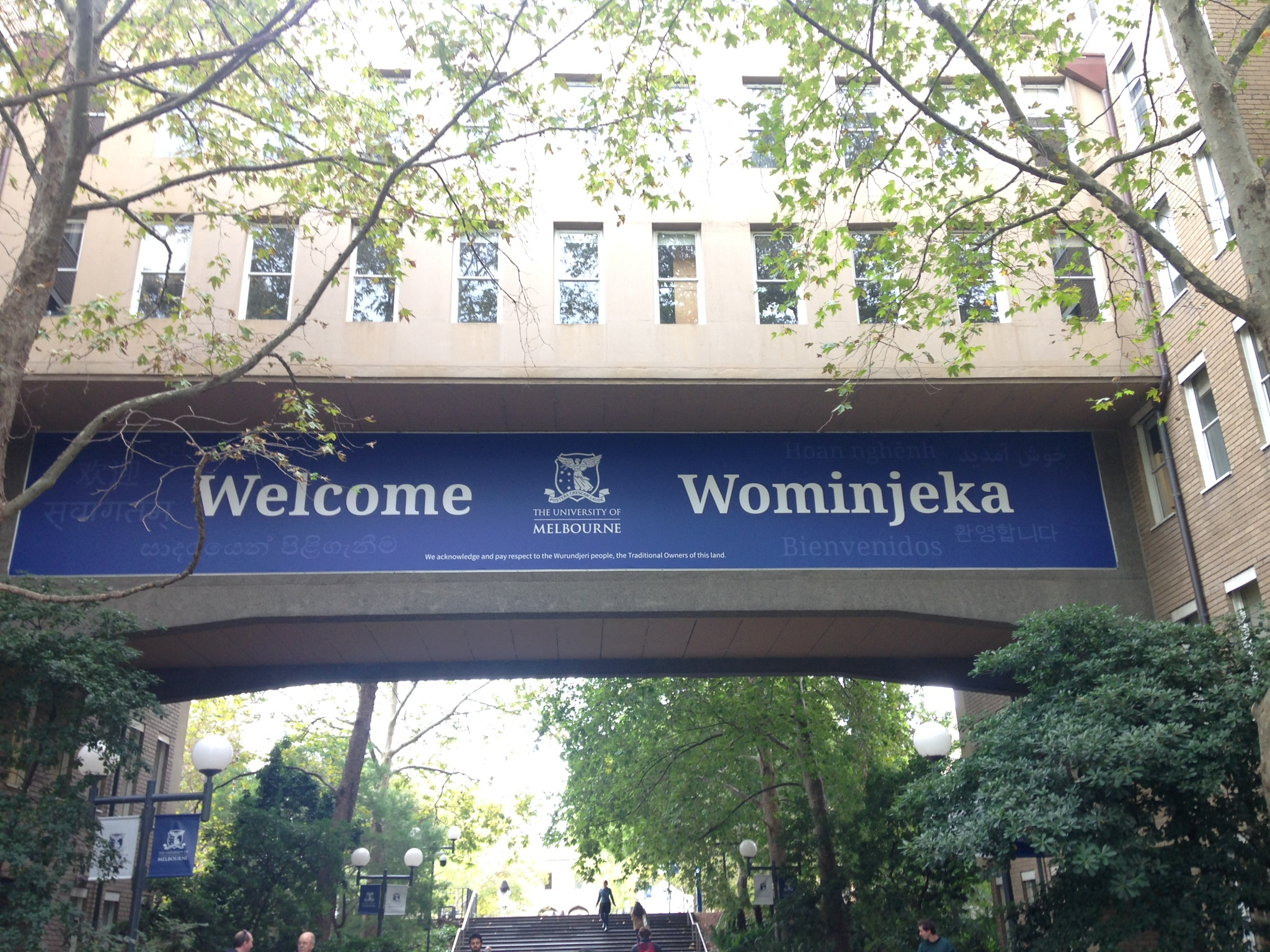
Cartel de bienvenida en el edificio Medley, Universidad de Melbourne

Woiwurrung (a veces llamado woiwurrong, woiworung, wuywurung) y taungurung (taungurong, daungwurrung dhagung-wurrung, thagungwurrung) son una lengua aborigen de la nación kulin de Victoria. Woiwurrung fue hablado por el pueblo woiwurrung y pueblos relacionados en la cuenca del río Yarra (Birrarung), y taungurung por el pueblo taungurung al norte de la Gran Cordillera Divisoria en el río Goulburn, valle alrededor de Mansfield, Benalla y Heathcote. A menudo se representan como idiomas distintos, pero eran mutuamente inteligibles. Ngurai-illamwurrung (ngurraiillam) puede haber sido un nombre de clan, un dialecto o un idioma estrechamente relacionado.

## Fonología
El siguiente es el dialecto woiwurrung:
|                     | Periférica | Periférica | Laminal | Laminal  | Apical     | Apical |
| Bilabial            | Velar      | Palatal    | Dental  | Alveolar | Retrofleja |        |
| ------------------- | ---------- | ---------- | ------- | -------- | ---------- | ------ |
| Oclusiva            | b/p        | ɡ/k        | ɟ/c     | d̪/t̪      | d/t        | ɖ/ʈ    |
| Nasal               | m          | ŋ          | ɲ       | n̪        | n          | ɳ      |
| Lateral             |            |            |         |          | l          | ɭ      |
| Rótica              |            |            |         |          | r          | ɽ      |
| Vocoide no silábico | w          | w          | j       |          |            |        |

No está claro si las dos róticas son trino y aleteo, o toque y aproximado. Las vocales en woiwurrung son /a e i o u/.

## Pronombres
En el caso de los pronombres woiwurrung, la raíz parece ser el ngali estándar (tú y yo), pero el frente se sufijo como wa-, por lo que wa+ngal se combina para formar wangal debajo. En las lenguas kulin no existe género gramatical.
| Person  | Singular | Singular | Singular | Dual           | Dual              | Dual                   | Plural                                              | Plural                                                          | Plural           |
| Person  | Woi.     | IPA      | Eng.     | Woi.           | IPA               | Eng.                   | Woi.                                                | IPA                                                             | Eng.             |
| ------- | -------- | -------- | -------- | -------------- | ----------------- | ---------------------- | --------------------------------------------------- | --------------------------------------------------------------- | ---------------- |
| 1ª Inc. |          |          |          | Wangal         | [wa.ŋal]          | Nosotros dos (tú y yo) | Wanganyin                                           | [wa.ŋa.ɲin]                                                     | Nosotros (& tú)  |
| 1ª Exc. | Wan      | [wan]    | Yo       | Wangan         | [wa.ŋan]          | Nosotros dos (no tú)   | Wanganyinyu                                         | [wa.ŋa.ɲi.ɲu]                                                   | Nosotros (no tú) |
| 2ª      | Warr     | [war]    | Tú       | Wabul          | [wa.bul]          | Vosotros dos           | Wat gurrabil Wat gurrabilla Wat balak Wat wurdundhu | [wat ɡu.ra.bil] [wat ɡu.ra.bil.la] [wat ba.lak] [wat wu.ɖun.d̪u] | Tú               |
| 3ª      | Munyi    | [mu.ɲi]  | Él/ellat | Munyi gurrabil | [mu.ɲi ɡu.ra.bil] | Ellos dos              | Malu gurrabila                                      | [ma.lu ɡu.ra.bi.la]                                             | Ellos            |

## Otro vocabulario
- Biik = tierra, país
- Boorondara = sombra, oscuridad, noche (origen del nombre de la Ciudad de Boroondara)
- Nyilum biik = suelo pobre / tierra dura (origen del nombre de Nillumbik Shire)
- Wominjeka = hola / bienvenido (womin = ven, je [dji] = pidiendo venir, ka = propósito)
- yabber = to talk (esta palabra, con el mismo significado, ha llegado al inglés informal)[7]
- Yarra = que fluye, (también significa "cabello"). Se cree que uno de los primeros colonos le dio por error al río Yarra (que en realidad los pueblos indígenas locales lo llamaban Birrarung) y le preguntó a un niño cómo se llamaba, quien se confundió y respondió "está fluyendo".

## Sistema de números y signos
Se usaba un sistema de numeración cuando los clanes wurundjeri enviaban mensajeros para avisar a los clanes vecinos de los próximos eventos, como una ceremonia, corroboree, un desafío para pelear o un marn grook juego de pelota. Los mensajeros llevaban un mensaje con marcas para indicar el número y el tipo de personas involucradas y un accesorio para indicar el tipo de evento, como una pelota para un evento de marn grook. Se habló del lugar de la reunión, pero los clanes vecinos podrían no usar el mismo idioma, por lo que se usó un lenguaje de señas para indicar el número de días en el futuro en que la gente debería reunirse. El número se indicó señalando una ubicación en el cuerpo del 1 al 16. Después del 16, en la parte superior de la cabeza, el conteo sigue las ubicaciones equivalentes en el otro lado del cuerpo.
| Número    | número hablado | Signo del número | Significado literal |
| --------- | --- | --- | --- |
| 1         | bubupi-muningya | dedo meñique | hijo de la mano |
| 2         | bulato-ravel | tercer dedo | un poco más grande |
| 3         | bulato | dedo medio | más grande |
| 4         | urnung-meluk | dedo índice | urnung significa una dirección, meluk significa una gran larva que se encuentra en algunos eucaliptos                                          |
| 5         | babungyi-muningya | dedo índice | urnung significa una dirección, meluk significa una gran larva que se encuentra en algunos eucaliptos                                          |
| 6         | krauel | articulación de la muñeca | |
| 7         | ngurumbul | la divergencia de los tendones radiales | un tenedor |
| 8         | jerubil | la hinchazón de los músculos radiales | |
| 9         | tambur | el interior de la articulación del codo | un lugar redondo |
| 10        | berberto | bíceps | la zarigüeya de cola anillada y también el nombre del brazalete hecho con la piel de ese animal, usado en el bíceps durante ocasiones festivas |
| 11        | wulung | articulación del hombro | |
| 12        | krakerap | la clavícula | el lugar donde la bolsa cuelga de su banda |
| 13        | gurnberto | el cuello | collar de caña, o lugar donde se lleva el collar de caña                                                                                       |
| 14        | kurnagor | el lóbulo de la oreja | la punta o el final de una colina, o de un espolón o cresta                                                                                    |
| 15        | ngarabul | el lado del cráneo | una cordillera o la cresta de una colina |
| dieciséis | paquete | Arriba de la cabeza | el lugar de corte, el lugar donde el doliente se corta con algún instrumento afilado, de budagra que significa cortar                          |
| 17+       | Desde la parte superior de la cabeza, el conteo sigue las ubicaciones equivalentes en el otro lado del cuerpo. 17 es el otro lado del cráneo. | Desde la parte superior de la cabeza, el conteo sigue las ubicaciones equivalentes en el otro lado del cuerpo. 17 es el otro lado del cráneo. | Desde la parte superior de la cabeza, el conteo sigue las ubicaciones equivalentes en el otro lado del cuerpo. 17 es el otro lado del cráneo.  |